# Tell Balata

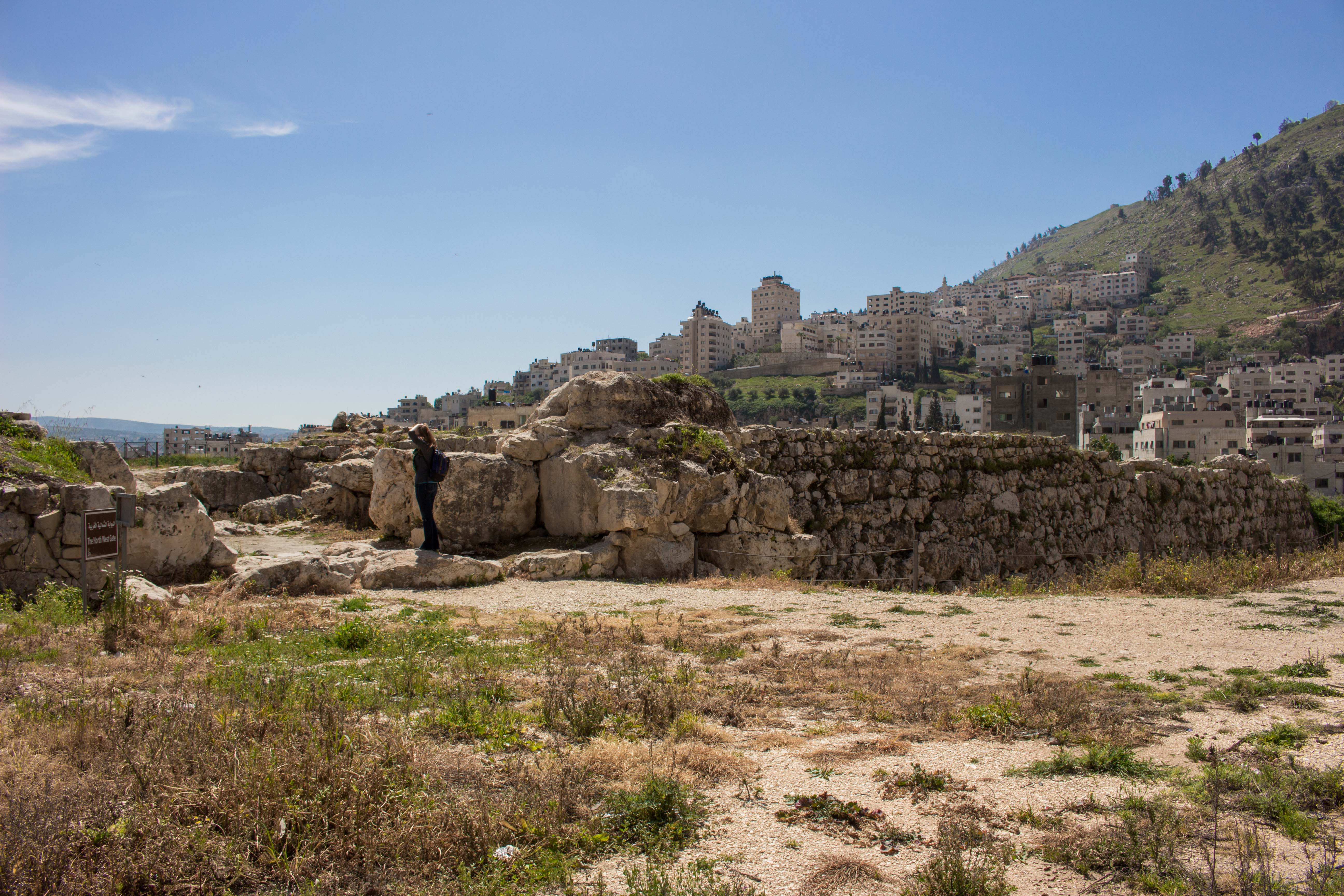
Stadsmuren och porten till Tell Balata.

Tell Balata (hebreiska: תל בלאטה; arabiska: تل بلاطة) är platsen för resterna av en antik kananitisk och israelitisk stad belägen på Västbanken, i närheten av staden Nablus. Det bebyggda området Balata al-Balad, en förort till Nablus, täcker ungefär en tredjedel av tellen. Staden Salim (bibliska Salem) ligger 4,5 km öster om platsen.
Platsen är listad av UNESCO i förteckningen över platser för kultur- och naturarv av potentiellt framstående universellt värde i de palestinska områdena. Experter uppskattar att tornen och byggnaderna på platsen kan dateras till kopparåldern och bronsåldern, 5000 år tillbaka. Olika källor associerar platsen med den historiska israeliska huvudstaden Shekem.

## Modernt namn
Tell är det hebreiska och arabiska ordet för en arkeologisk höjd. Balata är namnet på en antik arabisk by belägen på tellen, och det intilliggande palestinska flyktinglägret Balata. Namnet bibehölls av lokala invånare och användes både för att referera till byn och tellen (och senare flyktinglägret).
En teori hävdar att balata är en härledning från det arameiska ordet Balut, vilket betyder ekollon; en annan teori hävdar att det är en härledning från den bysantinsk-romanska tiden, från det grekiska ordet platanos, vilket betyder terebinth, en typ av träd som växte kring området. De lokala samariterna kallade traditionellt platsen för "Den Heliga Eken" eller "Nådens träd".